# هفت درباری تبعیدی

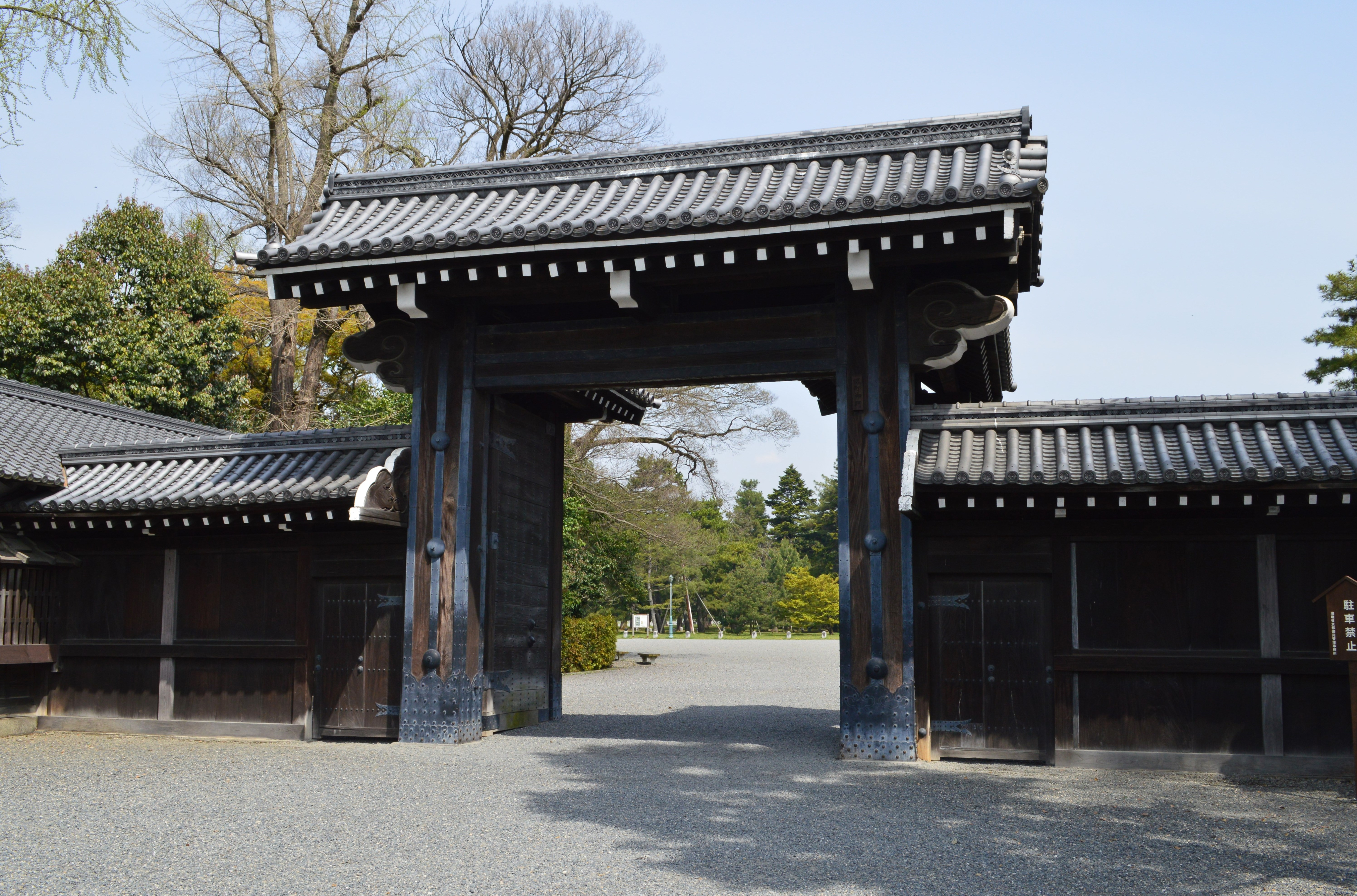
دروازه ساکای‌ماچی، در روز ۳۰ سپتامبر ۱۸۶۳، ۹ دروازه کاخ امپراتوری کیوتو بر روی شخصیت‌های جناح تندرو طرفدار اخراج بیگانگان از ژاپن بسته شد.

هفت درباری تبعیدی (به ژاپنی: 七卿落ち)، به هفت کوگیو (مقام وابسته به دربار) اشاره دارد که در پی تغییر سیاسی روز هیجدهم ماه هشت از کیوتو تبعید شدند. این هفت نفر عبارت بودند از:
- سانجو سانه‌تومی (۲۷ ساله)
- سانجونیشی سوئه‌تومو (۵۳ ساله)
- شیجو تاکائوتا (۳۶ ساله)
- هیگاشیکوزه میچیتومی (۳۱ ساله وزیر امور خارجه بعدی)
- میبو موتواوسا (۲۹ ساله)
- نیشی‌کیگوجی یورینوری (۲۷ ساله)
- ساوا نوبویوشی (۲۸ ساله)

تغییر سیاسی روز هیجدهم ماه هشت حادثه‌ای سیاسی بود که در هیجدهم ماه هشت از سال سوم بونکیو (دوره) مطابق با ۳۰ سپتامبر ۱۸۶۳ در کیوتو به وقوع پیوست. در این حادثه طرفداران کوبوگاتای (اتحاد بین دربار و شوگون‌سالاری) شامل امپراتور کومی، شاهزاده کونی آساهیکو، قلمروی آیزو و همچنین قلمروی ساتسوما بودند، جناح تندرو طرفدار نظریه اخراج اجنبی شامل بخشی از اشراف به رهبری سانجو سانه‌تومی و قلمروی چوشو را از انجام کودتا در کیوتو بازداشتند و از دنیای سیاست در کیوتو بیرون راندند.
در روز ۳۰ سپتامبر ۱۸۶۳، ۹ دروازه کاخ امپراتوری کیوتو توسط طرفداران کوبوگاتای (اتحاد بین دربار و شوگون‌سالاری) بر روی شخصیت‌های جناح تندروی طرفدار اخراج اجنبی بسته شد و از ورود آنان به جلسه دولت که در کاخ برگزار می‌شد جلوگیری شد.